# Rijexamen

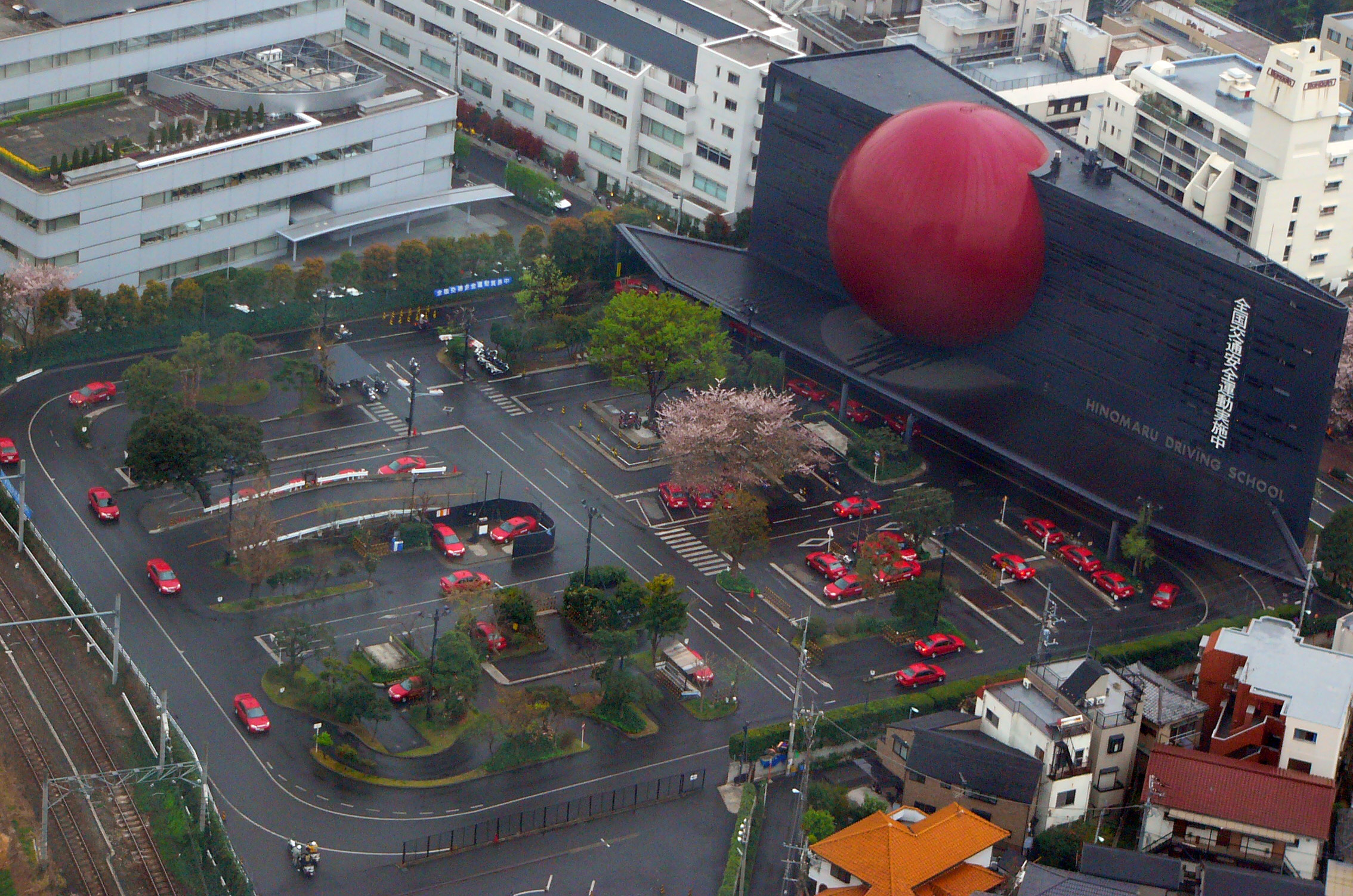
rijschool in Japan

Een rijexamen of praktijkexamen is een examen om de rijvaardigheid te testen van een aankomende verkeersdeelnemer. Wanneer het rijexamen positief uitvalt kan een bewijs van rijvaardigheid worden verkregen. Daarmee -en met een medische verklaring van geschiktheid- kan op het gemeentehuis een rijbewijs worden aangevraagd.
Er bestaan rijexamens voor verschillende vervoermiddelen. Een examen wordt afgenomen door een examinator. Dit gebeurt meestal in een aangepaste auto met dubbele rempedalen, koppeling en twee binnenspiegels. Vaak is dat de lesauto die al gebruikt is door de kandidaat voor de rijlessen. Op deze manier kan de examinator ingrijpen en de wagen tijdig afremmen of tot stilstand brengen, mocht de kandidaat een ernstige verkeersfout maken of dreigen te maken. Ook snelheidsaanpassingen horen daarbij. De kandidaat in kwestie is dan al gezakt voor het examen. 
Bij een rijexamen voor een motor, scooter of bromfiets zit de examinator niet bij de kandidaat op het voertuig maar rijdt deze in een auto achter hem/haar aan. Hij houdt dan contact via een oortje dat de kandidaat krijgt voorafgaand aan het examen. Via dit oortje geeft hij/zij dan ook de te rijden route door aan de kandidaat.

## Nederland

fileparkeren

In Nederland neemt het Centraal Bureau Rijvaardigheidsbewijzen (CBR) het theorie-examen en het praktijkrijexamen af. Het CBR (een zelfstandig bestuursorgaan) geeft géén papieren rijvaardigheidsbewijzen af aan kandidaten die slagen voor het praktijkexamen. Deze worden digitaal doorgestuurd naar de gemeente waar de kandidaat staat ingeschreven. De kandidaat kan hier, na het overleggen van zijn legitimatiebewijs en een recente goedgekeurde pasfoto, zijn rijbewijs aanvragen. Enkele dagen later kan het rijbewijs worden opgehaald.
Vanaf 2008 wordt in het rijexamen meer nadruk gelegd op gevaarherkenning, zelfstandigheid, en milieubewust rijden. Hiermee hoopt het ministerie van Verkeer en Waterstaat het aantal ongelukken onder jonge bestuurders te verlagen. In de eerste vijf jaar na hun rijexamen lopen deze automobilisten vier keer zoveel kans op een ongeluk als meer ervaren rijbewijsbezitters.
Vanaf 1 maart 2009 bestaat het theorie-examen uit drie onderdelen. Om te slagen mag men van de veertig theorievragen er maximaal vijf fout hebben. Deze theorievragen beslaan dertig vragen over de verkeersregels en tien over verkeersinzicht. Hiernaast worden er 25 vragen gesteld over gevaarherkenning. Hier mag men twaalf fouten in maken.
Vaardigheden die bij het theorie-examen getest kunnen worden, zijn tekens en verkeersborden (verkeersregels), wat verstandig en veilig is om te doen in een bepaalde situatie (verkeersinzicht) en het kiezen uit drie mogelijkheden (remmen, gas los of niets) in een gevaarlijke verkeerssituatie (gevaarherkenning).

## België
In België worden de rijexamens afgenomen door de centra voor automobielinspectie. Na een theoretisch examen over de Wegcode wordt men toegelaten tot een proeftijd. Dan kan men oefenen, al dan niet met de hulp van een erkende rijschool en een praktische proef afleggen.
Sinds 1 december 2006 wordt het praktische rijexamen B volledig uitgevoerd op de openbare weg. Vroeger mocht een kandidaat pas de openbare weg op nadat hij op een privéterrein bewezen had dat hij de zogenaamde manoeuvres onder de knie had. Dat waren: rechts achteruit parkeren tussen twee wagens, in een rechte lijn achteruitrijden en keren in een straat.
Nu de manoeuvres geïntegreerd zijn in het examen op de openbare weg moet de kandidaat de wagen achteruit parkeren achter een geparkeerd voertuig aan de rechterkant. Daarna moet hij de motor stilleggen en uitstappen alsof hij binnenwipt in een winkel. Het keren in de straat gebeurt in een straat met een rijbaan met tweerichtingsverkeer. De kandidaat moet hiervoor zelf de meest geschikte plaats kiezen in de straat. Het achteruitrijden tussen paaltjes is weggevallen.
Wie niet slaagt voor het praktisch examen, moet nu ook de manoeuvres opnieuw afleggen. Vroeger vielen ze weg nadat de kandidaat ze succesvol uitgevoerd had.
Na een geslaagd examen mag men bij de gemeente een rijbewijs afhalen. De eerste twee jaar na het behalen van een rijbewijs B geldt er een zwaardere bestraffing bij overtredingen begaan met een motorvoertuig - ook een bromfiets. Bij een overtreding van de derde of vierde graad, of een overtreding van de tweede graad waardoor een ongeval met zwaargewonden gebeurt, komt de overtreder voor de politierechtbank en moet hij minstens het theoretische of praktische examen herdoen.
Sinds 1 januari 2019 volgt voor bestuurders die hun rijbewijs in Vlaanderen ontvangen hebben, een verplicht terugkeermoment. Dit vindt plaats tussen de zesde en negende maand na het behalen van het rijbewijs. Dit terugkeermoment bestaat uit drie onderdelen. Een eerste luik omvat de kennismaking en de reflectie. Vervolgens vinden er praktijkoefeningen plaats op een oefenterrein, zoals een afleidings- en een slalomoefening. Tot slot is er een afsluitend groepsgesprek. Aan het verplicht terugkeermoment is geen examen of quotering gekoppeld.

## Verenigd Koninkrijk
In het Verenigd Koninkrijk moet men voor drie onderdelen van het rijexamen slagen, voordat het rijbewijs afgehaald mag worden: theorie, het kunnen inschatten van gevaar, en een praktijkexamen. Al deze examens worden gereguleerd door de Driving Standards Agency (DSA).